# Christian Ruud
Christian Ruud (Oslo, 24 agosto 1972) è un allenatore di tennis ed ex tennista norvegese.

## Biografia e carriera
In carriera ha raggiunto una finale in singolare allo Swedish Open nel 1995. Ha rappresentato la Norvegia in tre edizioni olimpiche: nel 1992, nel 1996 (dove è uscito al terzo turno) e nel 2000. Nei tornei del Grande Slam ha ottenuto il suo miglior risultato raggiungendo il quarto turno nel singolare agli Australian Open nel 1997.
In Coppa Davis ha disputato un totale di 54 partite, ottenendo 31 vittorie e 23 sconfitte. Per la sua dedizione nel rappresentare il proprio Paese nella competizione è stato insignito del Commitment Award.

## Vita privata
Ha tre figli: un maschio, Casper, anche lui tennista, e due femmine, Caroline e Charlotte.

## Statistiche

### Singolare

#### Finali perse (1)
| Numero | Anno           | Torneo               | Superficie  | Avversario in finale | Punteggio |
| 1.     | 16 luglio 1995 | Swedish Open, Båstad | Terra rossa | Fernando Meligeni    | 4-6, 4-6  |